# 梅嘉
梅嘉（うめか）は、上七軒芸妓、大阪府出身。

## 来歴
大阪府摂津市出身。中学校時代は水泳部に所属し、近畿大会でも上位に入る成績を残す。一時はオリンピック出場候補にも挙げられていたが、健康上の理由で水泳を断念。父親の勧めもあり、中学校卒業と同時に上七軒の花街に入るが、170cm近い身長が災いし、舞妓を経ずに当初から芸妓として店出し（芸妓の披露）することになった。以来、花街のみならず広告やテレビなどのメディアで活躍している。

## エピソード
- 『桑原征平のおもしろ京都検定』にゲスト回答者として出演した。
- 2006年から、自身の名前を冠したゼリー「ぷる艶ぜりぃ京梅嘉」を通販会社ディノスから販売している[4]。
- 毎年春に行われる『北野をどり』では男性役を演じることが多い[1]。
- 2019年現在、上七軒芸妓組合長を務めている[5]。